# Narcissa Wright
Narcissa Wright est une speedrunneuse et streameuse américaine née le 21 juillet 1989. Elle grandit dans le Wisconsin et étudie le graphisme à Chicago. Elle est principalement connue pour avoir popularisé la pratique du speedrun en diffusant du contenu sur diverses plateformes en ligne. Elle a également détenu plusieurs records, notamment sur The Legend of Zelda : Ocarina of Time.

## Enfance et éducation
Wright grandit à Stevens Point, dans le Wisconsin. Sa passion pour le jeu vidéo prend racine lors qu'elle a reçu la Nintendo 64 et le jeu Zelda : Ocarina of Time pour Noël de la part de ses parents. Par la suite, elle gagne un tournoi de Super Smash Bros dans le Minnesota. Elle déménage à Chicago, dans l'Illinois, pour intégrer le Collège Columbia de Chicago, où elle y étudie le graphisme. Après avoir obtenu son diplôme, elle commence à travailler en freelance dans l'art et la conception de sites web.

## Carrière
Depuis 2006, Wright s'intéresse aux glitchs et exploits utilisés pour terminer les jeux plus rapidement que leurs concepteurs ne l'avaient prévu. Elle commence à lire des discussions sur les jeux de speedrunning, sur les forums de Speed Demos Archive . Elle débute également la pratique du speedrun en passant des heures à s'entraîner à des jeux, notamment The Legend of Zelda: Ocarina of Time et The Legend of Zelda: The Wind Waker . Wright joue aux deux jeux pendant des heures en les diffusant sur son compte Twitch, qui lui permet d'élargir son public.
En 2011, Wright co-fonde le site Speed Runs Live, une plateforme centrale lors du début de la popularité de la pratique du speedrun. Il permet les compétitions en temps réel et héberge également des compilations de live Twitch ou encore des recommandations de logiciels pour les speedrunners,.
Le 21 juillet 2014, Wright réalise le record du monde pour The Legend of Zelda : Ocarina of Time, en terminant le jeu en 18 minutes et 10 secondes,. Cette course est l'une des plus célèbres speedruns d'Ocarina of Time, en partie grâce à la vidéo de Wright fournissant des commentaires et des explications sur les méthodes utilisées dans la course qui a gagné plus d'un million de vues sur YouTube . Le record a tenu six mois puis a été battu de trois secondes par Joel W. "Jodenstone" Ekman. Alors que la popularité de Wright commençait à croître, elle commence à streamer d'autres jeux tels que Paper Mario et Castlevania 64 . Elle détenait auparavant les records de l'achèvement le plus rapide de The Legend of Zelda : The Wind Waker sur GameCube, The Legend of Zelda : Ocarina of Time sur iQue Player, Paper Mario sur Wii en utilisant la Console virtuelle, et Castlevania 64 sur Nintendo 64.
Wright a assisté à de nombreux événements caritatifs notables de speedrun tels que Awesome Games Done Quick et DreamHack 2014,,. Elle est également une joueuse de mêlée Super Smash Bros., ayant joué à l'EVO 2013 et 2014.
En 2015, Wright est invitée par Nintendo à participer aux championnats du monde de Nintendo avec quinze autres joueurs. Elle réussit à atteindre le dernier tour de la compétition, où elle concourt avec John Numbers pour aller le plus loin possible dans une série de quatre niveaux de Super Mario Maker. Elle est classée deuxième des championnats après avoir rencontré des difficultés avec une section du niveau final et a reçu une New Nintendo 3DS XL signée par Shigeru Miyamoto pour ses efforts.
En novembre 2015, Narcissa Wright fait son coming out public en tant que femme transgenre,. Dès lors, elle subit régulièrement du harcèlement en ligne à caractère transphobe.
Narcissa Wright développe une blessure à la main provenant probablement d'années de pratique du speedrun. Par conséquent, son contenu sur les réseaux sociaux se réoriente du speedrun vers des jeux sociaux moins répétitifs comme Super Smash Bros., et elle perd une partie importante de son audience. Ses blessures à la main l'amènent à se retirer du speedrun. Cependant, elle fait son retour en 2017 avec la sortie de The Legend of Zelda : Breath of the Wild.
Son compte de diffusion en direct sur Twitch a été suspendu plusieurs fois. Elle ferme brièvement son propre compte en avril 2016 à cause du harcèlement qu'elle a pu subir. Son compte Twitch a été suspendu indéfiniment en 2018 en raison de violations des politiques du site concernant la nudité et le contenu sexuel. Narcissa Wright retourne sur Twitch en mars 2022, puis est à nouveau temporairement suspendue après avoir ouvert le contenu explicite d'un spectateur en direct par accident. Après qu'elle a menacé de se suicider et d'assassiner en masse le personnel de Twitch suite à tout le harcèlement de masse qu'elle a subi, le site réduit d'abord la suspension de Wright avant de l'interdire définitivement. En 2023, elle continue à diffuser sur YouTube.

## Héritage
Un documentaire intitulé Break The Game réalisé par Jane M. Wagner retrace une période de la vie de Narcissa Wright. Il revient sur sa volonté d'atteindre les records en speedrun mais également sur l'isolement engendré par le harcèlement en ligne. En juin 2023, il sort en avant-première au festival du film de Tribeca à New York.
Les livestreams de Wright ont entre-autres inspiré Trihex, qui est également devenu un streamer de speedrunning.